# رافائيل أفلالو
رافائيل أفلالو (بالبرتغالية: Raphael Aflalo‏) هو لاعب كرة قدم برازيلي في مركز حراسة المرمى، ولد في 8 يوليو 1996 في ساو باولو في البرازيل. لعب مع ديبورتيفو داس أيفيس.

## وصلات خارجية
- رافائيل أفلالو على موقع قاعدة بيانات كرة القدم.إي يو (الإنجليزية)
- رافائيل أفلالو على موقع Soccerway.com (الإنجليزية)